# Lista de episódios de Rude Awakening
Abaixo a lista de episódios da série de televisão Rude Awakening. No total foram produzidos 55 episódios e três temporadas.

## Lista de episódios
| Temporada | Temporada | Episódios | Exibição original    | Exibição original       |
| Temporada | Temporada | Episódios | Estreia da temporada | Final da temporada      |
| --------- | --------- | --------- | -------------------- | ----------------------- |
|           | 1         | 13        | 1 de agosto de 1998  | 7 de novembro de 1998   |
|           | 2         | 22        | 26 de junho 1999     | 18 de março de 2000     |
|           | 3         | 20        | 29 de junho de 2000  | 15 de fevereiro de 2001 |

### Temporada 1: 1998
| #  | Total | Título                                | Diretor          | Roteirista                                      | Exibição original      |
| -- | ----- | ------------------------------------- | ---------------- | ----------------------------------------------- | ---------------------- |
| 1  | 1     | "Naked Again"                         | Alan Myerson     | Claudia Lonow                                   | 1 de agosto de 1998    |
| 2  | 2     | "Vagina"                              | Alan Myerson     | Claudia Lonow                                   | 8 de agosto de 1998    |
| 3  | 3     | "Three Dykes and You're Out"          | Amanda Bearse    | Pamela Eells, Andrew Nicholls & Darrell Vickers | 15 de agosto de 1998   |
| 4  | 4     | "Filling the Wrong Hole"              | Bob Berlinger    | Pamela Norris                                   | 22 de agosto de 1998   |
| 5  | 5     | "Black and Bitter"                    | Bob Berlinger    | Andrea Abbate                                   | 29 de agosto de 1998   |
| 6  | 6     | "Hello, This Is Addictions Anonymous" | Alan Myerson     | Claudia Lonow                                   | 5 de setembro de 1998  |
| 7  | 7     | "Don't Fuck the Stripper"             | Ellen Gittelsohn | Ritch Shydner                                   | 12 de setembro de 1998 |
| 8  | 8     | "Lucky for Me Her Breast Exploded"    | Jonathan Prince  | Marc Cherry                                     | 26 de setembro de 1998 |
| 9  | 9     | "What Ever Happened to Billie Frank"  | Ellen Gittelsohn | Casey Maxwell Clair                             | 3 de outubro de 1998   |
| 10 | 10    | "TV Mom"                              | Ellen Gittelsohn | Pamela Eells                                    | 17 de outubro de 1998  |
| 11 | 11    | "An Embarrassment of Ritch's"         | Amanda Bearse    | Julie Brown                                     | 24 de outubro de 1998  |
| 12 | 12    | "The Cheese Stands Alone"             | James Hampton    | James Vallely                                   | 31 de outubro de 1998  |
| 13 | 13    | "That's Why They Call It Dope"        | Jonathan Prince  | Claudia Lonow & Andrea Abbate                   | 7 de novembro de 1998  |

### Temporada 2: 1999–2000
| #  | Total | Título                                   | Diretor          | Roterista                         | Exibição original       |
| -- | ----- | ---------------------------------------- | ---------------- | --------------------------------- | ----------------------- |
| 1  | 14    | "The Grateful Living"                    | ASA              | ASA                               | 26 de junho de 1999     |
| 2  | 15    | "One Birthday at a Time"                 | ASA              | ASA                               | 3 de julho de 1999      |
| 3  | 16    | "And Now a Word From Our Sponsor"        | ASA              | Andrew Nicholls & Darrell Vickers | 10 de julho de 1999     |
| 4  | 17    | "To Bris or Not to Bris"                 | ASA              | ASA                               | 17 de julho de 1999     |
| 5  | 18    | "The Fix Up"                             | ASA              | ASA                               | 24 de julho de 1999     |
| 6  | 19    | "Between a Rock Star and a Hard Place"   | ASA              | Andrew Nicholls & Darrell Vickers | 31 de julho de 1999     |
| 7  | 20    | "Dude Awakening"                         | ASA              | ASA                               | 7 de agosto de 1999     |
| 8  | 21    | "Powerless Over the What?"               | ASA              | ASA                               | 14 de agosto de 1999    |
| 9  | 22    | "Bite Me"                                | ASA              | ASA                               | 21 de agosto de 1999    |
| 10 | 23    | "Trude Awakening"                        | ASA              | Andrew Nicholls & Darrell Vickers | 28 de agosto de 1999    |
| 11 | 24    | "Bosses, Burglars & Back Street Babes"   | ASA              | ASA                               | 4 de setembro de 1999   |
| 12 | 25    | "1-900-BIG-SLUT"                         | ASA              | Emily Cutler                      | 11 de setembro de 1999  |
| 13 | 26    | "The 35-Year Itch"                       | J.D. Lobue       | Emily Cutler                      | 18 de setembro de 1999  |
| 14 | 27    | "Bad Will Hunting"                       | ASA              | ASA                               | 27 de novembro de 1999  |
| 15 | 28    | "Abstinence Makes the Heart Grow Fonder" | ASA              | ASA                               | 4 de dezembro de 1999   |
| 16 | 29    | "Jackie Oh ..."                          | ASA              | ASA                               | 11 de dezembro de 1999  |
| 17 | 30    | "Slakula"                                | ASA              | ASA                               | 18 de dezembro de 1999  |
| 18 | 31    | "On the Rocks with a Twist of Limey"     | ASA              | ASA                               | 19 de fevereiro de 2000 |
| 19 | 32    | "Yes Sir, That's My Baby"                | Ellen Gittelsohn | Emily Cutler                      | 26 de fevereiro de 2000 |
| 20 | 33    | "Star 80 Proof"                          | ASA              | John Hunter                       | 4 de março de 2000      |
| 21 | 34    | "Full House"                             | Ellen Gittelsohn | Stephen Lloyd                     | 11 de março de 2000     |
| 22 | 35    | "Plastered"                              | ASA              | ASA                               | 18 de março de 2000     |

### Temporada 3: 2000–2001
| #  | Total | Título                           | Diretor          | Roteirista                    | Exibição original       |
| -- | ----- | -------------------------------- | ---------------- | ----------------------------- | ----------------------- |
| 1  | 36    | "If I Could See Me Now (part 1)" | Timothy Busfield | ASA                           | 29 de junho de 2000     |
| 2  | 37    | "If I Could See Me Now (part 2)" | ASA              | ASA                           | 29 de junho de 2000     |
| 3  | 38    | "To Love and To Serve"           | ASA              | ASA                           | 6 de julho de 2000      |
| 4  | 39    | "Relation-slips"                 | ASA              | ASA                           | 13 de julho de 2000     |
| 5  | 40    | "Truth Don't Fail Me Now"        | ASA              | John Hunter                   | 20 de julho de 2000     |
| 6  | 41    | "Me, Myself, and I"              | ASA              | ASA                           | 27 de julho de 2000     |
| 7  | 42    | "Judging Billie"                 | ASA              | ASA                           | 3 de agosto de 2000     |
| 8  | 43    | "How Was Your Date?"             | ASA              | ASA                           | 10 de agosto de 2000    |
| 9  | 44    | "Do the Right Thing"             | ASA              | John Hunter                   | 17 de agosto de 2000    |
| 10 | 45    | "The Casting Ouch"               | ASA              | ASA                           | 24 de agosto de 2000    |
| 11 | 46    | "Three Men in a Womb"            | ASA              | ASA                           | 31 de agosto de 2000    |
| 12 | 47    | "All's Well That Amends Well"    | ASA              | ASA                           | 7 de setembro de 2000   |
| 13 | 48    | "Telltale Heart"                 | ASA              | ASA                           | 14 de setembro de 2000  |
| 14 | 49    | "Throw Mama from the Apartment"  | ASA              | ASA                           | 4 de janeiro de 2000    |
| 15 | 50    | "Ode to Billie and Joe"          | ASA              | ASA                           | 11 de janeiro de 2001   |
| 16 | 51    | "Kiss, Kiss, Kiss..."            | ASA              | ASA                           | 18 de janeiro de 2001   |
| 17 | 52    | "Duck"                           | ASA              | ASA                           | 25 de janeiro de 2001   |
| 18 | 53    | "Blessings and Dead Guys"        | ASA              | ASA                           | 1 de fevereiro de 2001  |
| 19 | 54    | "Dawg Daze Afternoon"            | ASA              | ASA                           | 8 de fevereiro de 2001  |
| 20 | 55    | "Altar Ego"                      | Ellen Gittelsohn | Claudia Lonow & Andrea Abbate | 15 de fevereiro de 2001 |